# Feczesin Róbert
Feczesin Róbert (Budapest, 1986. február 22. –) magyar labdarúgó, a Vasas játékosa. Hivatásos pályafutását az Újpest FC-ben kezdte, majd az FC Sopronban szerepelt 2006 telétől, ahonnan a Bresciába került. A magyar labdarúgó-válogatottban 12 alkalommal játszott, négyszer volt eredményes.

## Pályafutása

### Klubcsapatokban
Labdarúgó pályafutását a helyi csapatban, Dabason kezdte 1995-ben, ahol egészen 1999-ig állt a klub alkalmazásában. Innen a Vasas-be került, majd ezt követte 2001-ben az Újpest FC. A juniorok között 2003-ig maradt, felnőttként az említett évben került fel az Újpestbe.
Az első szezonja jól sikerült, mivel az ezüstérmes pozícióban zárta az évet a Újpest. Feczesin 13 bajnoki mérkőzésen játszott, a bizalmat 4 rúgott góllal hálálta meg. A bajnokságban elért második helyezés az UEFA-kupában való indulási jogot eredményezett a 2004–2005-ös idényben. A szezon során 23 bajnokin kapott szerepet, ismét négy találatot jegyzett, a Magyar Kupa küzdelmei során az Integrál DAC elleni 5–2-es győzelemnél csapata második gólját ő lőtte. Az UEFA-kupában a svájci Servette FC ellen játszottak a selejtező második fordulójában. A találkozó 76. percében állt be Polonkai Attila helyett, így részese lehetett a 3–1-es győzelemnek. A mérkőzés visszavágóján a magyar csapat sima, 2–0-s győzelmet aratott, ahol szintén csereként jutott szóhoz, ezúttal Rajczi Péter helyett küldték a pályára a 62. percben. Feczesin élt a lehetőséggel, a 90. percben meglőtte csapata második gólját a találkozón, ami az első nemzetközi kupagólja volt. Az Újpest 5–1-es összesítéssel jutott tovább, az 1. fordulóban a német VfB Stuttgarttal sorsolták össze őket. Itt az első mérkőzésen a Megyeri úton a svábok sima, 3–1 arányú győzelmet arattak, Feczesin a 61. percben lépett pályára Bükszegi Zoltán helyett, ám ő sem tudott segíteni a csapatán. A visszavágón először kapott játéklehetőséget a kezdőcsapat tagjaként európai kupamérkőzésen. A mérkőzés azonban nem sikerült jól a számukra, mivel a németek 4–0-s vereséget mértek rájuk, így csúfos, 7–1-es összesítéssel estek ki az UEFA-kupa küzdelmeiből.
A 2005–2006-os idényt Újpesten kezdte, ám a tavaszi szezon alatt már az FC Sopronnál játszott. Az ősszel 12 mérkőzésen lépett pályára, és az előző szezonokhoz hasonlóan négy gól szerzett. A Magyar Kupában a nyolcaddöntő első mérkőzésén az újpestiek a Makót fogadták. A találkozó hatalmas újpesti fölényt hozott, 8–1-gyel abszolválták a mérkőzést, melyen Feczesin két gólt jegyzett, így a visszavágó már csak formalitás volt. Az Újpest végül 9–1-es összesítéssel ment tovább. A Sopronban 9 NB I-es mérkőzésen játszott, gólt azonban nem tudott lőni a csatár. Annak ellenére, hogy az évet nem az Újpesttel fejezte be, ismét egy bajnoki ezüstéremmel gazdagodott, mivel tagja volt a második helyezett csapatnak a szezonban.
A 2006–2007-es szezon eddigi pályafutása legjobb idénye volt, a bajnokság során 29 találkozón 11-szer vette be az ellenfelek kapuját, a Magyar Kupában pedig két mérkőzésen kétszer szerzett gólt, mindkétszer a Diósgyőr ellen, a továbbjutáshoz azonban ez sem volt elegendő, 6–2-es összesítéssel a miskolciak jutottak tovább a negyeddöntőbe.
A 2007–2008-as évben nem csak klubot, de országot is váltott. Júliusban az olasz Bresciahoz szerződött, ahol 4 évre szóló megállapodást kötött. A csapatba vele egyidőben igazolt egy honfitársa, Vass Ádám. Végül az idény végén kiesett a Brescia, ő pedig még négy évig szolgálta a klubot. Időközben kölcsönbe hazatért Debrecenbe, mikor a csapat a Bajnokok Ligája küzdelmeiben vett részt. Itt felkeltette a szintén olasz Ascoli érdeklődését, akik a következő idény feléig kérték kölcsön, majd nyáron szerződtették is. Mindent összevetve itt 57 meccsen 15 gólt szerzett. Később a Padovában szerepelt, itt 15 meccsen játszott, majd újra hazajött, most Székesfehérvárra, a Videotonhoz, ahol leginkább a cserecsatár szerepét töltötte be. Két és fél év alatt a 97 tétmérkőzésen 46 gólt szerzett piros-kék mezben, a 2014–2015-ös idény végén bajnoki címet ünnepelhetett.
2017. január 6-án a dél-koreai Csonnam Dragons szerződtette. A koreai bajnokság első fordulójában gólt lőtt a Jeonbuk Hyundai Motorsnak, azonban csapata így is kikapott 2–1-re. A következő fordulóban büntetőből ismét eredményes volt, csapata azonban újra kikapott, ezúttal a Szangdzsu Szangmutól 3–1-re. Ezt követően hosszú ideig nem talált a kapuba, május 7. után a Tegu FC ellen volt eredményes július 15-én, ekkor mesterhármast szerzett, majd a következő fordulóban szintén gólt szerzett.
2018 nyarán a török Adanasport két évre szerződtette. A török másodosztályban 19 bajnokin négyszer volt eredményes.
2019. augusztus 29-én visszatért Újpestre. A 2019-2020-as bajnokság az őszi szezonjában 12 bajnoki találkozón nyolc gólt szerzett. 2020 januárjában a másodosztályú Vasashoz szerződött, miután felbontotta szerződését a lila-fehér csapattal.

### A válogatottban
A magyar labdarúgó-válogatottban kilenc alkalommal szerepelt, háromszor szerzett gólt. Debütálására 2005. december 15-én került sor Mexikó ellen, ahol Lothar Matthäus szövetségi kapitány a kezdőcsapatba jelölte, végül 71 percet töltött a pályán. Első válogatottbeli góljára nem sokat kellett várnia, három nappal később Antigua és Barbuda ellen szerezte meg. Ezután hosszú szünet következett, legközelebb Várhidi Péter hívta be a nemzeti együttesbe, ahol az olaszok felett aratott 3–1-es győzelemből góllal vette ki a részét, így jó döntésnek bizonyult a szerepeltetése. 2007. október 23. ismét gólt lőtt, ezúttal a Málta elleni 2008-as labdarúgó-Európa-bajnokság selejtezőn.

## Sikerei, díjai
Újpest FC
- Magyar bajnoki ezüstérmes: 2004, 2006

 DVSC
- Magyar bajnok: 2010
- Ligakupa-győztes: 2010

 Videoton FC
- Magyar bajnok: 2015
- Magyar bajnoki ezüstérmes: 2016

 Vasas
- Magyar másodosztályú bajnok: 2021–22

## Statisztika

### Klubcsapatokban
Legutóbb 2023. február 25-én lett frissítve.
| Klub                  | Szezon         | League           | League | League | Nemzeti kupa | Nemzeti kupa | Nemzetközi kupa | Nemzetközi kupa | Összesen | Összesen |
| Klub                  | Szezon         | Bajnokság        | Mérk.  | Gólok  | Mérk.        | Gólok        | Mérk.           | Gólok           | Mérk.    | Gólok    |
| --------------------- | -------------- | ---------------- | ------ | ------ | ------------ | ------------ | --------------- | --------------- | -------- | -------- |
| Újpest                | 2003–04        | NB I             | 13     | 4      | –            | –            | —               | —               | 13       | 4        |
| Újpest                | 2004–05        | NB I             | 23     | 4      | 1            | 1            | 4               | 1               | 28       | 6        |
| Újpest                | 2005–06        | NB I             | 12     | 4      | 1            | 2            | —               | —               | 13       | 6        |
| Újpest                | Összesen       | Összesen         | 48     | 12     | 2            | 3            | 4               | 1               | 54       | 16       |
| FC Sopron             | 2005–06        | NB I             | 9      | 0      | —            | —            | —               | —               | 9        | 0        |
| FC Sopron             | 2006–07        | NB I             | 29     | 11     | 2            | 2            | 2               | 1               | 33       | 14       |
| FC Sopron             | Összesen       | Összesen         | 38     | 11     | 2            | 2            | 2               | 1               | 42       | 14       |
| Brescia Calcio        | 2007–08        | Serie B          | 28     | 3      | 1            | 1            | —               | —               | 30       | 4        |
| Brescia Calcio        | 2008–09        | Serie B          | 22     | 1      | 1            | 0            | —               | —               | 23       | 1        |
| Brescia Calcio        | 2010–11        | Serie A          | 2      | 0      | 2            | 1            | —               | —               | 23       | 1        |
| Brescia Calcio        | 2011–12        | Serie B          | 29     | 5      | 2            | 2            | —               | —               | 23       | 1        |
| Brescia Calcio        | 2012–13        | Serie B          | 1      | 0      | 1            | 0            | —               | —               | 23       | 1        |
| Brescia Calcio        | Összesen       | Összesen         | 82     | 9      | 7            | 4            | —               | —               | 89       | 13       |
| Debrecen (kölcsönben) | 2009–10        | NB I             | 16     | 8      | 3            | 1            | —               | —               | 19       | 9        |
| Debrecen (kölcsönben) | Összesen       | Összesen         | 16     | 8      | 3            | 1            | —               | —               | 19       | 9        |
| Ascoli (kölcsönben)   | 2010–11        | Serie B          | 19     | 8      | 0            | 0            | —               | —               | 19       | 8        |
| Ascoli                | 2012–13        | Serie B          | 38     | 7      | 0            | 0            | —               | —               | 38       | 7        |
| Padova                | 2013–14        | Serie B          | 15     | 0      | 0            | 0            | —               | —               | 15       | 0        |
| Padova                | Összesen       | Összesen         | 15     | 0      | 0            | 0            | —               | —               | 15       | 0        |
| Videoton              | 2014–15        | NB I             | 20     | 7      | 18           | 20           | 1               | 0               | 39       | 27       |
| Videoton              | 2015–16        | NB I             | 26     | 5      | 6            | 2            | 6               | 2               | 38       | 9        |
| Videoton              | 2016–17        | NB I             | 18     | 8      | 2            | 2            | —               | —               | 20       | 10       |
| Videoton              | Összesen       | Összesen         | 64     | 20     | 26           | 24           | 7               | 2               | 97       | 46       |
| Csonnam Dragons       | 2017           | K League 1       | 32     | 10     | 2            | 1            | —               | —               | 34       | 11       |
| Csonnam Dragons       | Összesen       | Összesen         | 32     | 10     | 2            | 1            | —               | —               | 34       | 11       |
| Adanaspor             | 2018–19        | TFF First League | 24     | 4      | 1            | 1            | —               | —               | 25       | 5        |
| Adanaspor             | Összesen       | Összesen         | 24     | 4      | 1            | 1            | —               | —               | 25       | 5        |
| Újpest                | 2019–20        | NB I             | 12     | 8      | 2            | 1            | —               | —               | 14       | 9        |
| Újpest                | Összesen       | Összesen         | 12     | 8      | 2            | 1            | —               | —               | 14       | 9        |
| Vasas                 | 2019–20        | NB II            | 7      | 6      | 0            | 0            | —               | —               | 7        | 6        |
| Vasas                 | 2020–21        | NB II            | 25     | 13     | 2            | 1            | —               | —               | 27       | 14       |
| Vasas                 | 2021–22        | NB II            | 34     | 15     | 1            | 0            | —               | —               | 35       | 15       |
| Vasas                 | 2022–23        | NB I             | 7      | 1      | 0            | 0            | —               | —               | 7        | 1        |
| Vasas összesen        | Vasas összesen | Vasas összesen   | 73     | 35     | 3            | 1            | 0               | 0               | 76       | 36       |
| Teljes karrier        | Teljes karrier | Teljes karrier   | 461    | 142    | 48           | 38           | 13              | 4               | 522      | 174      |

### A válogatottban
| Magyarország | Magyarország    | Magyarország |
| Év           | Pályára lépések | Gólok        |
| ------------ | --------------- | ------------ |
| 2005         | 2               | 1            |
| 2006         | –               | –            |
| 2007         | 6               | 2            |
| 2008         | 1               | 0            |
| 2009         | –               | –            |
| 2010         | –               | –            |
| 2011         | 2               | 1            |
| 2019         | 1               | 0            |
| Összesen     | 12              | 4            |

### Mérkőzései a válogatottban
| Magyarország | Magyarország        | Magyarország                       | Magyarország   | Magyarország | Magyarország        | Magyarország | Magyarország | Magyarország |
| #            | Dátum               | Helyszín                           | Hazai          | Eredmény     | Vendég              | Kiírás       | Gólok        | Esemény      |
| ------------ | ------------------- | ---------------------------------- | -------------- | ------------ | ------------------- | ------------ | ------------ | ------------ |
| 1.           | 2005. december 15.  | Phoenix, Chase Field Stadium (USA) | Magyarország   | 0 – 2        | Mexikó              | barátságos   | -            | 71'          |
| 2.           | 2005. december 18.  | Miami (USA)                        | Magyarország   | 3 – 0        | Antigua és Barbuda  | barátságos   | 1            | 32' 80'      |
| 3.           | 2007. augusztus 22. | Budapest, Puskás Ferenc Stadion    | Magyarország   | 3 – 1        | Olaszország         | barátságos   | 1            | 73' 77'      |
| 4.           | 2007. szeptember 8. | Székesfehérvár, Sóstói Stadion     | Magyarország   | 1 – 0        | Bosznia-Hercegovina | Eb-selejtező | -            | 89'          |
| 5.           | 2007. október 13.   | Budapest, Szusza Ferenc Stadion    | Magyarország   | 2 – 0        | Málta               | Eb-selejtező | 1            | 34' 82'      |
| 6.           | 2007. október 13.   | Łódź                               | Lengyelország  | 0 – 1        | Magyarország        | barátságos   | -            | 45'          |
| 7.           | 2007. november 17.  | Chișinău, Zimbru Stadion           | Moldova        | 3 – 0        | Magyarország        | Eb-selejtező | -            | 71'          |
| 8.           | 2007. november 21.  | Budapest, Puskás Ferenc Stadion    | Magyarország   | 1 – 2        | Görögország         | Eb-selejtező | -            | 81'          |
| 9.           | 2008. november 19.  | Belfast, Windsor Park              | Észak-Írország | 0 – 2        | Magyarország        | barátságos   | -            | 81'          |
| 10.          | 2011. november 11.  | Budapest, Puskás Ferenc Stadion    | Magyarország   | 5 – 0        | Liechtenstein       | barátságos   | 1            | 89'          |
| 11.          | 2011. november 15.  | Poznań, Városi Stadion             | Lengyelország  | 2 – 1        | Magyarország        | barátságos   | -            | 81'          |
| 12.          | 2019. november 15.  | Budapest, Puskás Aréna             | Magyarország   | 1 – 2        | Uruguay             | barátságos   | -            | 60'          |
|              | Összesen            |                                    |                | 12           | mérkőzés            |              | 4            | gól          |

#### Góljai a válogatottban
| #  | Dátum                | Helyszín                                      | Ellenfél           | Gól | Végeredmény | Verseny                            |
| -- | -------------------- | --------------------------------------------- | ------------------ | --- | ----------- | ---------------------------------- |
| 1. | 2005. december 18.   | Miami Stadion, Miami, Egyesült Államok        | Antigua és Barbuda | 2–0 | 3–0         | Barátságos mérkőzés                |
| 2. | 2007. augusztus 22.  | Puskás Ferenc Stadion, Budapest, Magyarország | Olaszország        | 2–1 | 3–1         | Barátságos mérkőzés                |
| 3. | 2007. október 13.    | Puskás Ferenc Stadion, Budapest, Hungary      | Málta              | 1–0 | 2–0         | 2008-as Európa-bajnokság-selejtező |
| 4. | 2011. szeptember 11. | Puskás Ferenc Stadion, Budapest, Magyarország | Liechtenstein      | 5–0 | 5–0         | Barátságos mérkőzés                |